# Mahlstein

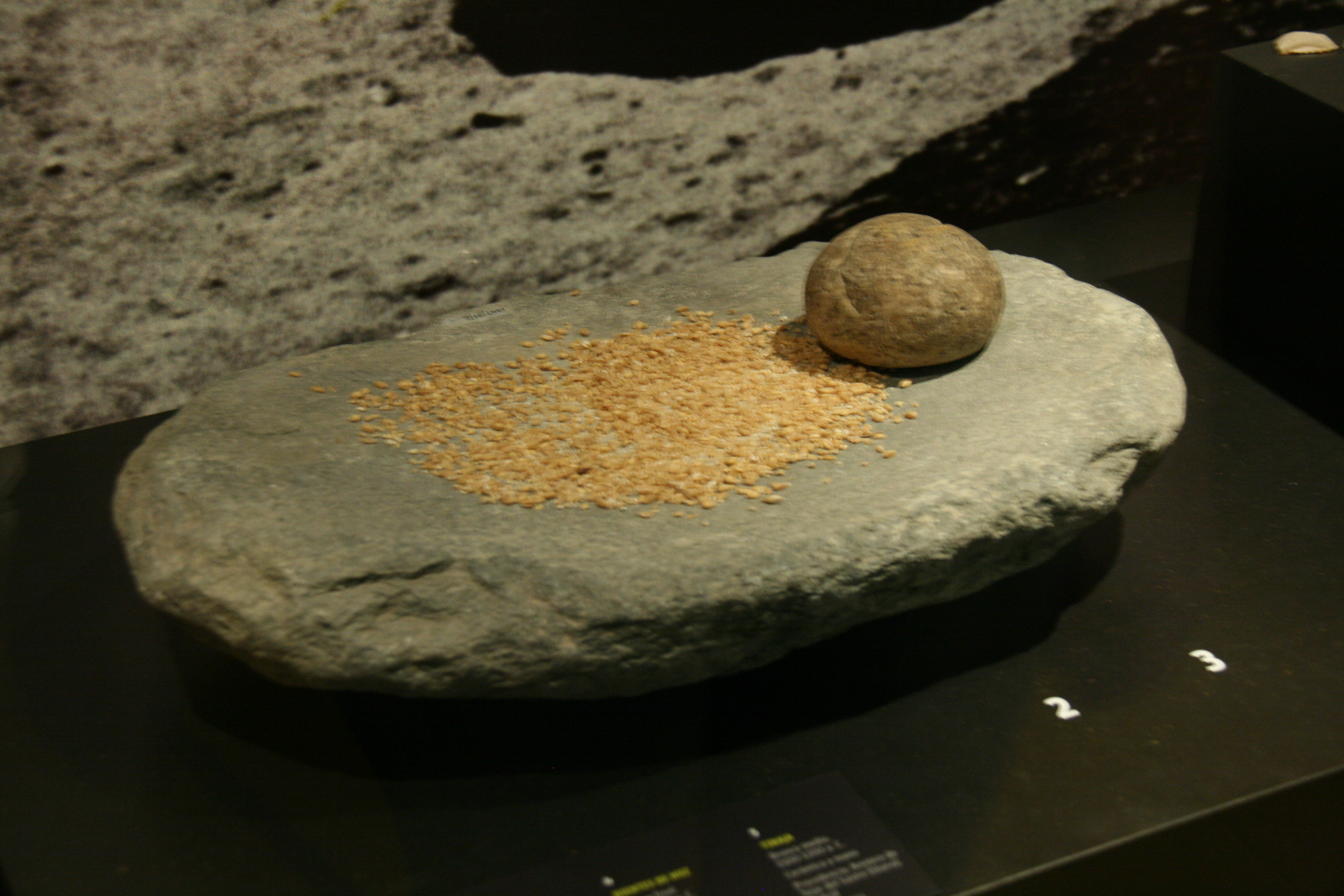
Getreide und Mahlstein

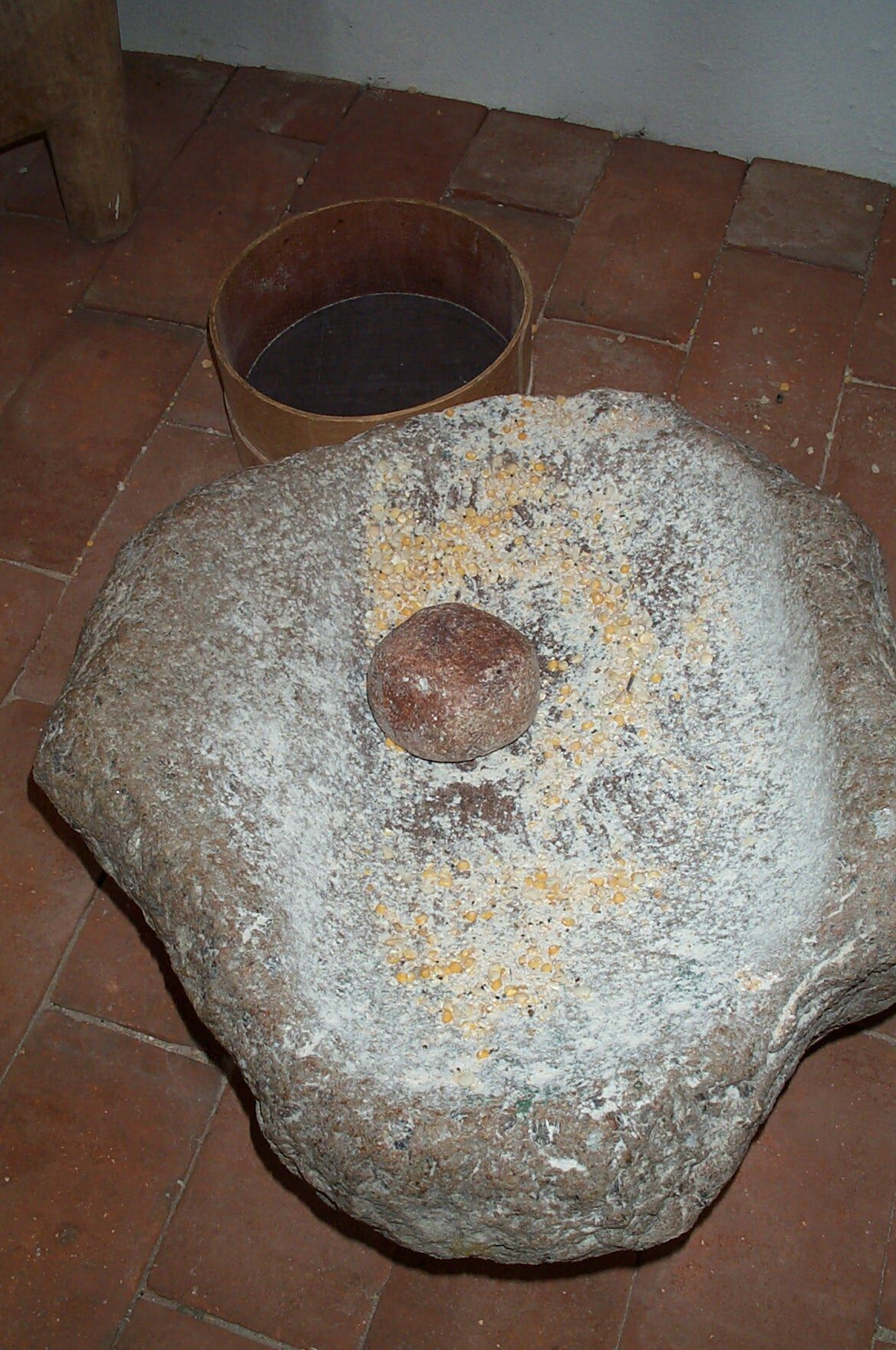
Mahlstein, Reibestein

Historische Reibschale in der algerischen Sahara im Oued Essaoui Mellene

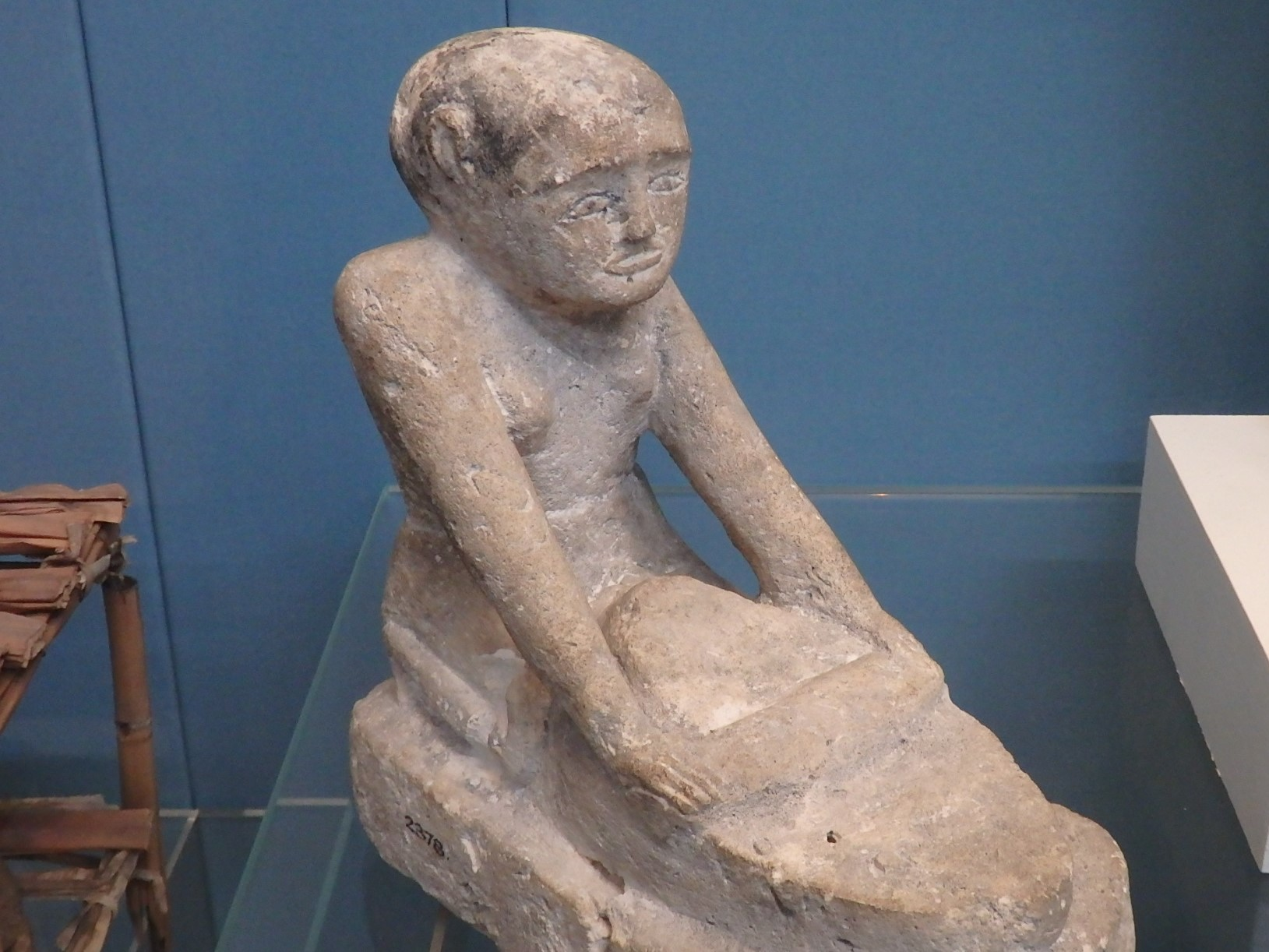
Sklave/Diener mit Mahlstein, Altägypten, 6. Dynastie

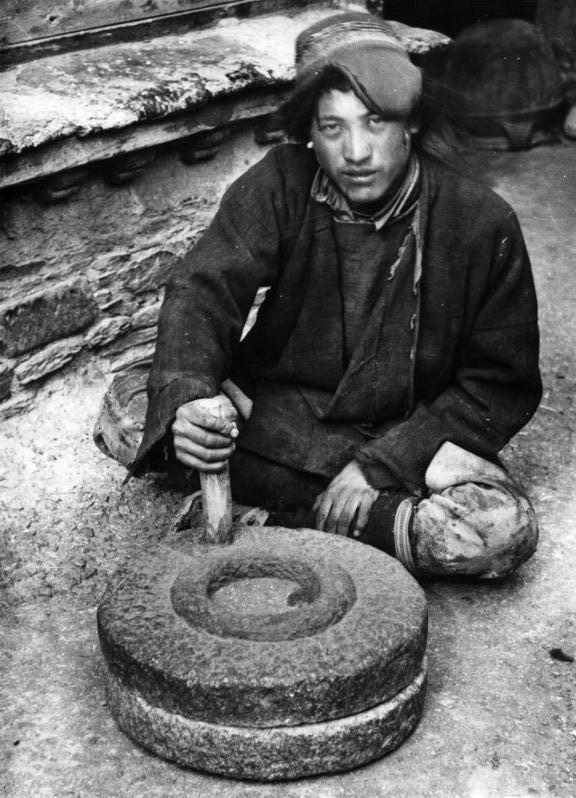
Handdrehmühle in Tibet

Der Mahlstein, auch Reibstein oder Handmühle genannt, ist ein Gerät zur Umwandlung von Körnern, primär der verschiedenen Getreidesorten in Mehl. Mahlsteine wurden auch zum Zerkleinern von Erz, Aufbereiten von Ton und Zerkleinern von Färbematerialien (Ocker) verwendet.
Man unterscheidet zwischen den älteren Sattelmühlen, die hin- und herbewegt werden, und den jüngeren Drehmühlen. Ein Satz Mahlsteine besteht aus einem Läufer (bewegter oberer Mahlstein, auch Reibekugel genannt) und einem Unterlieger oder Lagerstein (unterer Mahlstein, unbeweglich).
Das Wort für Mühle (althochdeutsch muli; aus lateinisch molina beziehungsweise lateinisch molere für „mahlen“) ist vorindogermanischen Ursprungs. Somit dürfte ein Wort für Mahlstein die Europäer, Afrikaner und Asiaten schon seit Jahrtausenden begleitet haben.
Ein flacher, leicht gehöhlter Stein, auf dem zum Beispiel Arzneidrogen zerrieben werden, wird als Reibstein (mittelhochdeutsch rībstein) bezeichnet.

## Geschichte

### Epi-Paläolithikum
Der älteste Mahlstein (etwa 27.000 Jahre) stammt von der Fundstelle Cuddie Springs in Südost-Australien. Die archäologischen Ausgrabungen sollen belegen, dass in dieser Gegend auch schon primitiver Getreideanbau stattgefunden hat, diese Aussage ist jedoch sehr umstritten, da Wildgetreide in Australien nicht heimisch war.
Anna Revedin wies anhand von Stärkeresten an Mahlsteinwerkzeugen aus Russland, Italien und Tschechien nach, dass bereits vor rund 30.000 Jahren aus Wildkräutern, offenbar Schilfrohr und Farnwurzeln, Mehl gemahlen wurde.
Dänische Wissenschaftler entdeckten in einer 14.400 Jahre alten Feuerstelle in der Natufien-Siedlung Shubayqa 1 im Nordosten Jordaniens, die bisher ältesten Brotreste aus wildem Einkorn, Gerste, Hafer sowie Strandsimse. Damit wurde nachgewiesen, dass das Brotbacken und damit auch das Mahlen von Samen vor der Entstehung des Getreideanbaus entwickelt wurde.

### Neolithikum
Die ersten Mahlsteine tauchen am Ende des Epipaläolithikums in der Levante (Ohalo II) auf. Ackerbau ist zu dieser Zeit noch nicht nachzuweisen. Wie der israelische Biologe Lev Yadun feststellt, waren jene Wildgetreidesarten, die zuerst domestiziert wurden, am Ende der Eiszeit auf ein Gebiet im nördlichen Syrien und südöstlichen Anatolien beschränkt. Auf den Mahlsteinen wurde also Wildgetreide gemahlen. Wissenschaftler analysierten die Stärkekörner, die sich auf einem in Israel entdeckten Mahlstein erhalten haben. Sie lassen sich bestimmten Pflanzenarten zuordnen: wilde Gerste oder wilder Weizen. Für die Verarbeitung von Wurzeln oder Knollen fanden sich auf dem Mahlstein keine Hinweise.
Die zeitgleich aufgekommenen Mörser, in denen heute in Afrika z. B. Hirse gestampft wird, wurden in der Levante zum Zerstampfen von färbenden Substanzen verwendet.

### Bronzezeit
In der Jungbronzezeitlichen Siedlung Goldkuppe bei Diesbar-Seußlitz in Sachsen wurde ein Depotfund dreier kompletter unbenutzter Mahlsteine aus Zehrener Quarzporphyr gefunden.

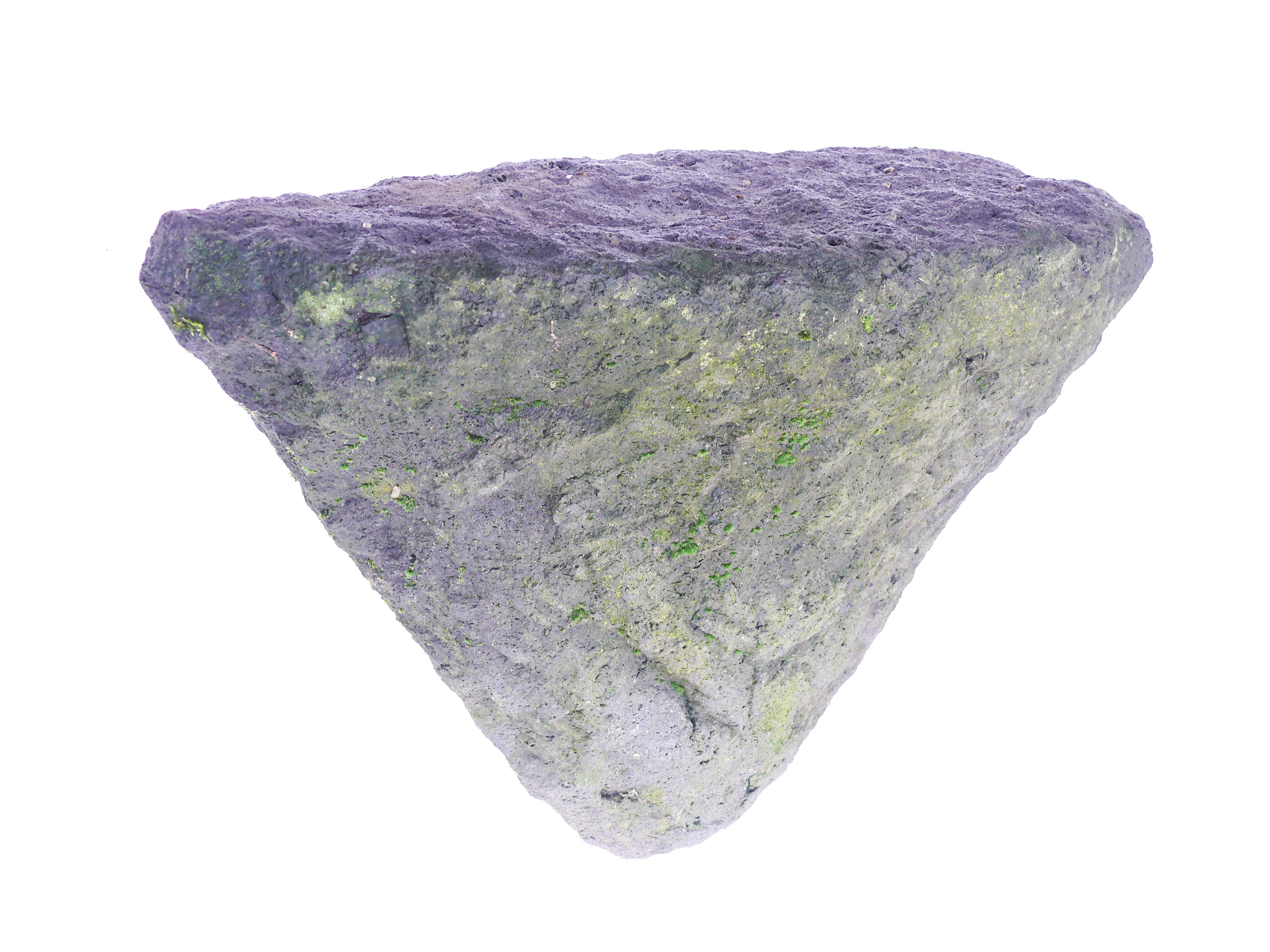
Napoleonshut aus Eifeler Basaltlava

### Eisenzeit
In der frühen La-Tène-Zeit waren sogenannte Napoleonshüte, die in (Süd)Deutschland aus Eifeler oder auch aus sog. Vogelsberger Basaltlava gefertigt wurden, in Gebrauch. Seit der mittleren La-Tène-Zeit ist in Mitteleuropa die Handdrehmühle bekannt. Eine Vielzahl von Reibsteinen wurde in der keltisch-römischen Stadt Numantia gefunden. Mahlsteine aus Mayener Basaltlava wurden bereits in der römischen Antike aus Basaltlava des Mayener Grubenfeldes hergestellt.

## Grabbeigaben
Bereits vor mehr als 20.000 Jahren legte man unter den Kopf des Toten von Ohalo in der Levante einen Mahlstein. Auch in manchen Bandkeramikerbestattungen lagen Mahlsteine unter dem Kopf von Toten. Aus diesem Grund halten einige Forscher sie für die Vorläufer des Grabsteins, was allerdings unwahrscheinlich ist.

## Bibel
Nach dem mosaischen Gesetz durften Mahlsteine nicht gepfändet werden, da sie zu den lebenswichtigen Gegenständen gehörten: „Man darf nicht die Handmühle oder den oberen Mühlstein als Pfand nehmen; denn dann nimmt man das Leben selbst als Pfand.“ (5. Mose 24,6 ). Der Unterlieger galt als besonders hart: „Sein Herz ist fest wie Stein, fest wie der untere Mühlstein.“ (Hiob 41,16 ). Der Evangelist Matthäus bezieht sich offensichtlich auf eine größere Drehmühle, wie sie in der Zeit des Hellenismus aufkamen: „Und von zwei Frauen, die an derselben Mühle mahlen, wird eine mitgenommen und eine zurückgelassen.“ (Matthäus 24,41 ).

## Vom Mehl zum Müller
Ursprünglich vermahlte jede Familie ihr Getreide bei Bedarf selbst zu Mehl; Mehlvorräte wurden üblicherweise nicht angelegt. Den Beruf des Müllers gab es spätestens im 1. Jahrhundert v. Chr. im Römischen Reich, wo man erste Mühlen entdeckte, die den Mahlstein mit Hilfe von Wasserkraft drehten; die Entwicklung von Windmühlen ist sehr wahrscheinlich eine spätere Entwicklung.

## Architektur
Es ist bekannt, dass die alten Ägypter, denen Werkzeuge aus Eisen noch unbekannt waren, mit Hilfe von Reibsteinen die Oberflächen von Steinen glätteten; ähnliches wird für die nahezu perfekte Steinbearbeitung der Inka in Peru vermutet.